# Luna Iwamoto
Luna Iwamoto (japanisch 岩元 ルナ Iwamoto Luna; * 29. März 2001 in der Präfektur Kagoshima) ist ein japanischer Fußballspieler.

## Karriere
Luna Iwamoto erlernte das Fußballspielen in der Jugendmannschaft von Júbilo Iwata sowie in der Universitätsmannschaft der Kanto Gakuin University. Seinen ersten Vertrag unterschrieb er am 1. Februar 2023 bei Thespakusatsu Gunma. Der Verein aus Kusatsu, einer Stadt in der Präfektur Gunma, spielte in der zweiten japanischen Liga. Sein Zweitligadebüt gab Luna Iwamoto am 18. Februar 2023 (1. Spieltag) im Heimspiel gegen Blaublitz Akita. Bei dem 0:0-Unentschieden wurde er in der 88. Minute für Riyo Kawamoto eingewechselt. Am Ende der Saison 2024 musste er mit dem Verein als Tabellenletzter den Weg in die Drittklassigkeit antreten.

## Sonstiges
Luna Iwamoto ist der Bruder vom ehemaligen Fußballspieler Ryūolivier Iwamoto.